# 妖怪神社

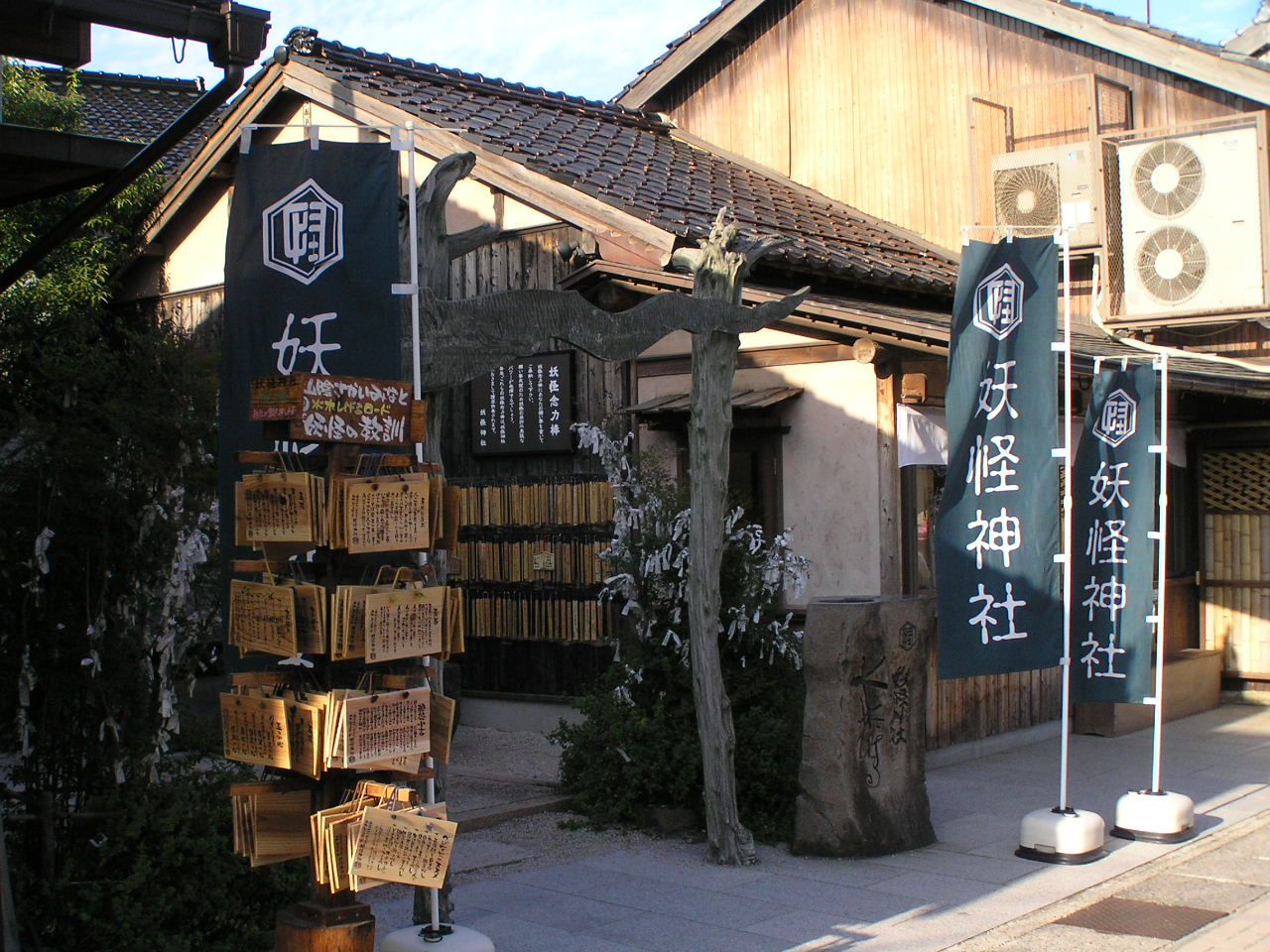
妖怪神社の入口

妖怪神社（ようかいじんじゃ）とは、鳥取県境港市の水木しげるロードにある神社。運営会社は境港市大正町のアイズ。漫画『ゲゲゲの鬼太郎』の世界観で作られる。

## 概要
妖怪神社には、目玉おやじの清めの水、一反木綿の鳥居などがある。御神体は高さ約10尺（およそ3メートル）近くある黒御影石と、樹齢300年の欅である。
「妖怪神社落成法要式典」が1999年の年末から2000年の年始にかけて行われ、多くの人が集まった。
1000年の節目である2000年1月1日午前0時に落成入魂式が行われる。
また、神社建立の際に、漫画『ゲゲゲの鬼太郎』の作者・水木しげるが神社を訪れ、御神体に入魂したという。
この神社は、水木しげるロードにある妖怪のふるさとであり、また、妖怪達が住みやすい自然環境を守り育てるための妖怪の郷の意がある。観光客が多く訪れ、著名人が訪れたり、結婚式も行われた。ライトアップが行われることもある。
「目玉石」は、御神体の裏手に安置されている。水木しげるが御神体に入魂した折、「ここに目玉おやじをつけるといい」と神社の完成予想図を見ながら御神体を指さし、言った。後日、水木しげるが指さした部分が落ち、「目玉石」となった。
「目玉おやじ清めの水」は、一反木綿の鳥居の右手側にある妖怪神社の手水鉢。目玉おやじが描かれた重い石が水の力でゆっくりと回る。目玉おやじ清めの水で手を清めた後、参拝する。